# Senatsämter in Polen-Litauen

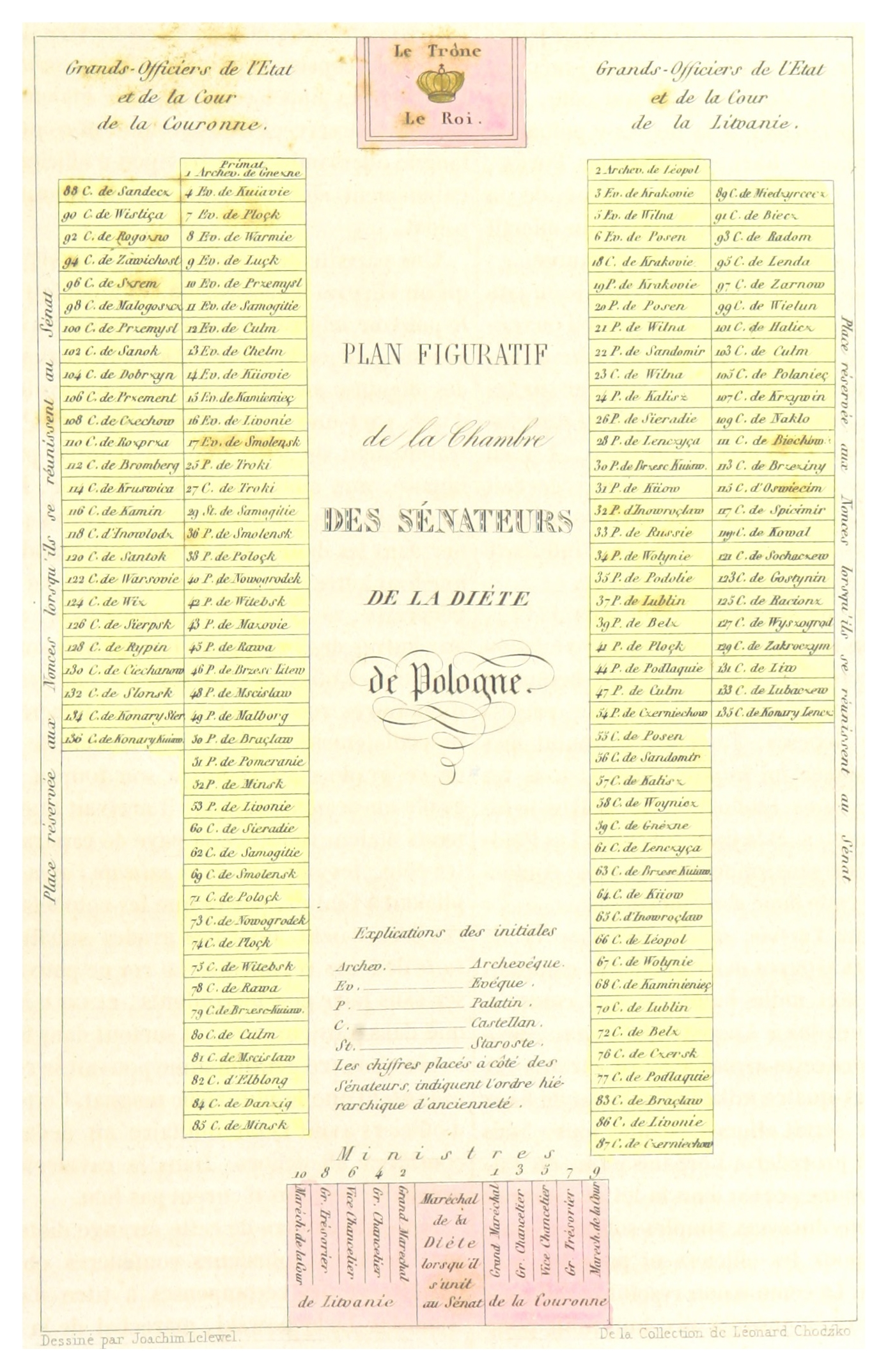
Sitzordnung im Senat, Skizze von 1839

Die Senatsämter in Polen-Litauen (poln. Urzędy senatorskie I Rzeczypospolitej, lit. Abiejų Tautų Respublikos Senato urėdai) waren eine Gruppe von Ämtern der höchsten Beamten in der Adelsrepublik Polen-Litauen, deren Bekleiden mit einem Sitz im Senat verbunden war. Seit der Union von Lublin gab es 140 Senatsämter und entsprechend genauso viele Sitze im Senat.

## Allgemeines
Zunächst gehörten fast alle Ministerialämter für die Krone des Königreichs Polen und für Litauen zu den Senatsämtern. Lediglich der Feldhetman der polnischen Krone und der Feldhetman von Litauen waren bis zum Ende der Adelsrepublik nicht qua Amt Senatoren. Allerdings war es durch Ämterhäufung die Regel, dass der jeweilige Feldhetman als Woiwode oder Kastellan einen Sitz im Senat hatte.
Zu den Ministerialämtern mit Sitz im Senat zählten:
- der Großkronkanzler für die Krone und der Großkanzler von Litauen
- der Unterkronkanzler für die Krone und der Unterkanzler von Litauen
- der Großkronmarschall für die Krone und der Großmarschall von Litauen
- der Hofkronmarschall für die Krone und der Hofmarschall von Litauen
- der Großkronschatzmeister für die Krone und der Großschatzmeister von Litauen
- der Großkronhetman für die Krone und der Großhetman von Litauen – seit 1768 qua Amt im Senat
- der Hofkronschatzmeister für die Krone und der Hofschatzmeister von Litauen – seit 1775 qua Amt im Senat

Weiter gehörten zu den Senatsämtern alle Erzbischöfe und katholischen Bischöfe, alle Woiwoden sowie bestimmte Kastellanen in Polen und in Litauen. Die Sitzordnung war strickt hierarchisch geregelt, wobei die höchsten Ämter am nächsten am König bzw. seinem Vertreter saßen.

## Geistliche Senatoren
Zu den geistlichen Senatoren gehörte als höchster Senator der Interrex, in der Zeit nach dem Tod eines Königs und vor der Wahl eines neuen, der gleichzeitig Primas Poloniae und Erzbischof von Gnesen war. Danach kamen der Erzbischof von Lemberg, der Bischof von Krakau, der Bischof von Kujawien, der Bischof von Vilnius im gleichen Rang mit dem Bischof von Posen, der Bischof von Płock im gleichen Rang mit dem Bischof von Ermland, der Bischof von Luzk, der Bischof von Przemyśl, der Bischof von Samogitien, der Bischof von Kulm, der Bischof von Chełm, der Bischof von Kiew, der Bischof von Kamieniec, der Bischof von Smolensk und ab 1598 der Bischof von Wenden, Livland und Pilten.

## Weltliche Senatoren
In der Hierarchie der weltlichen Senatoren stand er Kastellan von Krakau an der Spitze. Danach kamen die 42 Woiwoden. Diesen folgten die Größeren Kastellanen und danach die Kleineren Kastellanen. Am Ende kamen die drei Konary-Kastellanen.

## Nachweise
- Urzędnicy centralni i nadworni Polski XIV–XVIII wieku. Spisy". Oprac. Krzysztof Chłapowski, Stefan Ciara, Łukasz Kądziela, Tomasz Nowakowski, Edward Opaliński, Grażyna Rutkowska, Teresa Zielińska. Kórnik 1992 (polnisch)